# Dècada del 1480
La dècada del 1480 comprèn el període que va des de l'1 de gener del 1480 fins al 31 de desembre del 1489.

## Esdeveniments
- Inici de la Inquisició a Espanya
- Fi de la guerra dels remences

## Personatges destacats
- Torquemada
- Bartolomeu Dias